# ویلم دکونینگ
ویلم دکونینگ (به هلندی: Willem de Kooning) (زاده ۲۴ آوریل ۱۹۰۴ - درگذشته ۱۹ مارس ۱۹۹۷) یکی از برجسته‌ترین نقاشان جنبش اکپرسیونیسم انتزاعی بود. وی در رتردام در کشور هلند زاده شد و در لانگ آیلند در ایالات متحده آمریکا درگذشت.

## زندگی هنری
ویلم دکونینگ در آکادمی هنرهای زیبا و فنون روتردام به تحصیل پرداخت. در این دوره به آرت نووو علاقه‌مند شد اما خیلی زود جذب جنبش آلمانی د استیل شد. او مشخصاً به تاکید این جنبش هنری بر خلوص رنگ و شکل و مفهوم هنرمند به مثابه استاد صنعتگر علاقه پیدا کرد. دکونینگ بعدها به نقاشی منظره روی آورد و تا هشتاد سالگی هم که دچار بیماری آلزایمر شده بود به این کار ادامه داد. 